# World Sports Legends Award
De World Sports Legends Awards is een jaarlijkse evenement waarbij prijzen worden uitgereikt aan invloedrijke sportpersoonlijkheden. Het evenment wordt georganiseerd door promoart sinds 2016 en gaat door te Monaco. Het evenement wordt omschreven als de oscar van de sport.

## Edities
- 25-26 oktober 2016
- 2 december 2017

## Winnaars
Winnaars uit ons taalgebied.
- 2017 -  Jacky Ickx (F1)[2]
- 2016 - Jean-Marie Pfaff (voetbal) Tia Hellebaut (atletiek)